# Francisco Xavier Imóveis Esporte Clube
Francisco Xavier Imóveis Esporte Clube foi uma agremiação esportiva da cidade do Rio de Janeiro, fundada a 20 de fevereiro de 1972.

## História
Foi presidida por Manoel Tarciso Vieira, que também era o vice de futebol. A equipe era vinculada à imobiliária de igual nome, cuja sede se encontrava à Rua Brás de Pina, 96, no bairro da  Penha. O patrono do time era Francisco Xavier, dono da empresa, cujo famoso slogan na época era "sua garantia imobiliária." O time sempre mandava seus jogos no campo do Esporte Clube Cocotá.
O elenco, comandado por José Marçal Filho, se notabilizou durante a década de 80 por vencer diversos amistosos e torneios de caráter amador, como a Copa Arizona de Futebol Amador, considerada na época o campeonato brasileiro amador, promovida por essa marca de cigarros, além do Departamento Amador da Capital nas categorias adultos e juniores.
São notáveis as conquistas da Copa Arizona de Futebol Amador em 1977 e 1980. Em 1980, perdeu a final da I Taça Cidade do Rio de Janeiro para o Sambola Futebol Clube. A Taça Cidade era promovida e organizada pela própria Francisco Xavier Imóveis.
Em 1981, venceu a II Taça Cidade do Rio de Janeiro ao bater o Sambola na decisão. Já no Torneio Quadrangular Manoel Tarciso Vieira, a equipe A ficou com o título enquanto o time B foi vice. Particularmente naquele ano o Francisco Xavier Imóveis acumulou muitas vitórias também em amistosos e excursões no interior do estado.
Em 1982 e 83 conquistou o tricampeonato da Taça Cidade do Rio de Janeiro. Em 1984, a equipe B perdeu o título do Torneio Manoel Tarciso Vieira para o Esporte Clube Docinho, time de Bangu fundado a 16 de junho de 1982, e que disputava os mesmos torneios. O Heliópolis Atlético Clube chegou a disputar sem brilho uma das edições como preparação para a estréia no profissionalismo, quando participou pela primeira vez do Campeonato Estadual da Terceira Divisão. Em 1984, perde a final da V Taça Cidade do Rio de Janeiro para a A.A. Pan Americana.
Passou a integrar o Departamento de Futebol Amador da Capital, em 1985, ficando entre os primeiros colocados. 
Em 1986, conquista o título das categorias adultos e de juniores ao bater o Céres Futebol Clube nas duas decisões do Departamento de Futebol Amador da Capital. 
Em 1987, é vice nas categorias adultos ao capitular diante do Confiança Atlético Clube e de juniores ao perder para o Céres. O treinador na categoria de adultos era o prestigioso Manuel de Almeida.
Em 1992, já decadente, chega às quartas de final do Campeonato do SESI, sob o comando do dirigente Marcelo Rocha Corrêa. Em 1994, ainda disputava o modesto campeonato de corretores de imóveis, promovido pelo CRECI-RJ, e do SESI, tanto de salão como de campo.
Após essas vitoriosas experiências, o clube desaparece por completo do cenário esportivo devido a problemas de ordem financeira na empresa que o representava.

## Campanha em 1981

### Campanha do time A na II Taça Cidade do Rio de Janeiro de 1981
Primeiro turno: Contra o ACARJ (2 a 3), Assyryus (1 a 1), Bigsportes (0 a 0), São Bento (2 a 0), Island (1 a 0), Ouro Preto (7 a 1), Ajax (1 a 2), Transduque (4 a 0), Sapasso (3 a 0), Francisco Xavier Imóveis B (1 a 2), Amaro Esportes (2 a 1), Internazionali (1 a 0), Real (0 a 0) e Sambola (2 a 1). Segundo turno: São Bento (1 a 1), Amaro Esportes (10 a 4), Real (1 a 1), Assyryus (1 a 0), Sambola (1 a 2), Transduque (1 a 0), Francisco Xavier B (2 a 0), Ajax (5 a 0), Island (4 a 1). Decisão do título: Francisco Xavier Imóveis A 0x0 Sambola (4 a 3 nos pênaltis). Essa final foi disputada no dia 2 de agosto de 1981.
Time: Delfino, Tizil, Geraldão, Otávio e Canário; Rui (Jorge Luís), Reinaldo e Vila; Amendoim, Isac e Mandica (Gege).

### Campeão do Torneio Quadrangular Manoel Tarciso Vieira de 1981
Primeiro turno: Xavier A (2 a 1 Island), (1 a 1 Xavier B), (1 a 2 Sambola); Xavier B (1 a 1 Sambola), (0 a 0 Island), (1 a 1 Xavier A); Sambola (2 a 1 Xavier A), Sambola (0 a 0 Island), Sambola (1 a 1 Xavier B), Island (0 a 0 Xavier B), Island (0 a 0 Sambola), Island (1 a 2 Xavier A). Segundo turno: Xavier A (2 a 2 Island), 3 a 0 Xavier B, 2 a 0 Sambola; Xavier B (0 a 0 Sambola), 0 a 3 Xavier A, 1 a 1 Island; Sambola 1 a 2 Island, 0 a 2 Xavier A; Island 2 a 2 Xavier A, 2 a 1 Sambola, 1 a 1 Xavier B.

### Resultados dos amistosos em 1981
2 a 1 (juniores do Botafogo), 1 a 1 (Seleção da Taça Cidade do Rio de Janeiro), 1 a 0 (EC Ferroviário de Itaboraí), 0 a 1 (Frigorífico Atlético Clube, de Mendes), 3 a 2 (Grêmio Esportivo Verolme, de Angra dos Reis), 1 a 0 (Petropolitano) e 2 a 1 (juniores do Bonsucesso). No dia 29 de julho aconteceu o batismo internacional. Jogando à noite no campo do Esporte Clube Cocotá o time goleou o Club Pegaso 79, da Itália, por 4 a 1, gols de Almir (2), Pitanga e um contra. O time esteve assim formado: Carlos Henrique (Helinho); David, Geraldão (Magalhães), Pitanga e Sidney; Beto (Zeca), Valmir e Vila (Paulinho II); Almir, Fernando (Mendes) e Índio. Nessa partida o craque Mendonça, então no Botafogo, deu o pontapé inicial. A comissão técnica era formada por José Marçal Filho (treinador), Pedro Lira de Souza (auxiliar), Vítor (auxiliar), Aristides (médico) e Manoel Tarciso Vieira (diretor e vice de futebol).

## Títulos
- Campeão da categoria adultos do Departamento de Futebol Amador da Capital (1986);

- Campeão da categoria de juniores do Departamento de Futebol Amador da Capital (1986);

- Vice-campeão da categoria de adultos do Departamento de Futebol Amador da Capital (1987);

- Vice-campeão da categoria de juniores do Departamento de Futebol Amador da Capital (1987);

- Troféu Edgar Bastos Filho (1987); (Vitória amistosa sofre o Pavunense);

- Campeão da Copa Arizona de Futebol Amador (1977, 1980);

- Vice-campeão da I Taça Cidade do Rio de Janeiro (1980);

- Campeão do Torneio Quadrangular Manoel Tarciso Vieira (1981);

- Campeão da II Taça Cidade do Rio de Janeiro com o time A (1981);

- Vice-campeão da II Taça Cidade do Rio de Janeiro com o time B (1981);

- Campeão da III Taça Cidade do Rio de Janeiro com o time A (1982);

- Campeão da IV Taça Cidade do Rio de Janeiro com o time A (1983);

- Vice-campeão da Taça Cidade do Rio de Janeiro com o time B (1983);

- Vice-campeão do Torneio Manoel Tarciso Vieira com o time B (1984);

- Campeão do Torneio Início da V Taça Cidade do Rio de Janeiro (Troféu Ítalo Bruno) (1984);

- Vice-campeão da V Taça Cidade do Rio de Janeiro (1984);